# 에이타이교

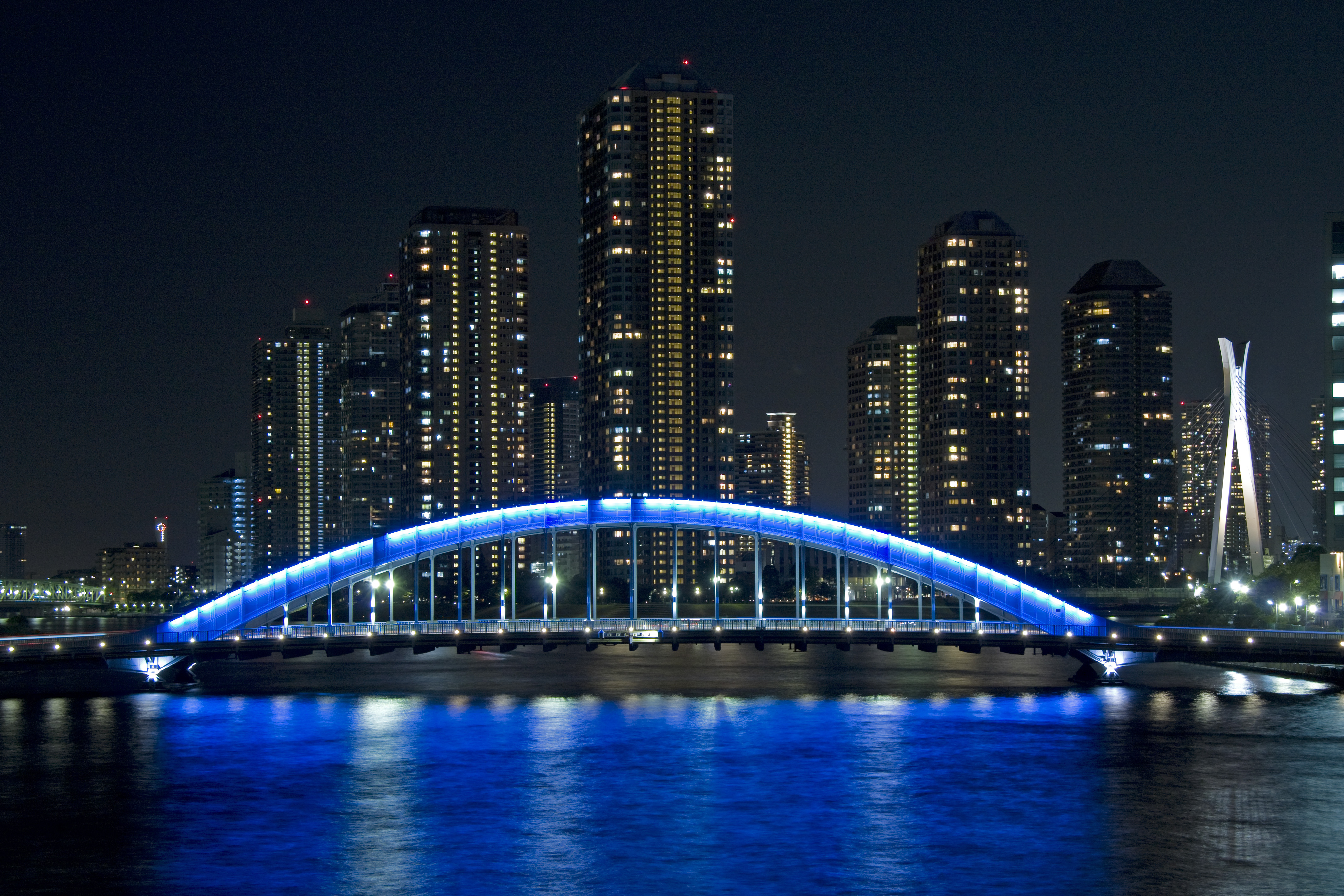
에이타이교

에이타이교(일본어: 永代橋 えいたいばし[*])는 일본 도쿄도를 흐르는 스미다강 위에 세워진 다리이다.

## 붕괴사고
1807년 8월 19일 에이타이교가 붕괴하는 사고가 발생했다. 이 사고로 1400명 이상이 희생됐다.